# 重松貿易
重松貿易株式会社（しげまつぼうえき）は、大阪府大阪市中央区淡路町に本社を置く輸入酒やコーヒーなどの輸入食料品を中心に扱う日本の商社である。1916年創業。

## 会社概要
主にヨーロッパ各国で生産されるワイン・ウイスキー・スピリッツ・ミネラルウォーターの他に、ドイツに本社を置くヨーロッパ最大のコーヒー取り扱い業者として知られるDEK社（ドイチェ・エクストラクト・カフェ）の製造するインスタントコーヒーブランド「クライスカフェ」を国内に向けて販売している。
同社が取り扱うクライスカフェは、本国ドイツでDEK社が設立された1965年の翌年に国内で販売を開始し、半世紀以上にわたって、同ブランドの製品を扱い続けており、また国内各社が発売するコーヒーより価格が安いこともあり、輸入食品を扱う店での取り扱い率は高い。1977年には同社からコーヒー部門が分離するカタチで、子会社のクライスカフェジャパンとして事業を展開している。
同社が扱う商品は、主に都内・関東域を中心に展開されている輸入食品の店として知られるカルディコーヒーファームや成城石井などで販売されている。また同社には、前述の部門である食品部とは別に、診断薬や有機化合物などを扱う化学品部も存在する。